# Martin Brustmann
Martin Brustmann (* 4. Mai 1885 in Berlin; † 7. Juli 1964 in Hildesheim) war ein deutscher Leichtathlet, Sportmediziner und SS-Führer.

## Leben
Brustmann startete für den SC Teutonia 1899 Berlin, er war als Sportlehrer für Haus Hohenzollern tätig. 1905 begründete er den Wehrsport. Er nahm 1906 an den Leichtathletikwettbewerben der Olympischen Zwischenspiele in Athen teil. Dort startete er im Sprint über 100 Meter, im Weitsprung, Standweitsprung und im Dreisprung. Im neunten Vorlauf über 100 Meter schied er als Dritter aus. In der Finalrunde des Weitsprungs erreichte er mit einer Weite von 5,85 m den 14. Platz und im Finale des Standweitsprungs mit einer Weite von 2,70 m den 17. Platz. Im Dreisprung gelang ihm in keiner der drei Runden ein gültiger Versuch und er konnte sich im Finale nicht platzieren.
Nach den Olympischen Zwischenspielen führte er den Speerwurf in Deutschland ein. Als persönliche Bestwerte erzielte er im Jahre 1905 11,0 s im 100-Meter-Lauf, im Jahre 1906 2,83 m im Stabhochsprung und 37,27 m im Speerwurf, im Weitsprung gelangen ihm 1907 6,77 m und im gleichen Jahr 12,92 m im Dreisprung.
Brustmann studierte Medizin, er gehörte bei den Olympischen Spielen von 1912 bis 1936 zu den medizinischen Betreuern der Olympiamannschaft. Seine Erfahrungen veröffentlichte er in den Büchern Olympischer Sport (1910) und Olympisches Trainierbuch (1912). Während des Ersten Weltkriegs war er von 1915 bis 1918 als Militärarzt eingesetzt. Nach dem Krieg unterrichtete er von 1920 bis 1922 an der Armeesportschule in Wünsdorf, zu deren sportmedizinischen Betreuern er auch gehörte.
Zum 1. Januar 1932 trat er der NSDAP (Mitgliedsnummer 893.744) und einen Tag später im Range eines Bannführers für einen Sanitätsverband der SA bei. Ab 1934 wurde er Gauführer des Bezirks Berlin des Deutschen Verbandes der Sportärzte, darüber hinaus auch Hausarzt von Reinhard Heydrich. Zum 9. November 1938 wechselte er von der SA in die SS und wurde dort zum 30. Januar 1939 zum SS-Standartenführer befördert (SS-Nummer 310.198). Ab diesem Zeitpunkt gehörte er auch zum Beraterstab des Reichsführers SS Heinrich Himmler und weiterer Angehöriger der Reichsregierung. Nach Ausbruch des Zweiten Weltkrieges arbeitete er als SS-Arzt für das Reichssicherheitshauptamt (RSHA) und für das Deutsche Institut für Psychologische Forschung und Psychotherapie (Göring-Institut) in Berlin. Brustmann wurde nach Konflikten mit Himmler 1943 von seinen Tätigkeiten für das RSHA entbunden.
Nach Kriegsende war Brustmann von 1946 bis 1947 Kriegsgefangener der Britischen Streitkräfte im Internierungslager Eselheide bei Paderborn. Danach arbeitete er als Arzt in Hildesheim. Als Chefarzt betreute er die Leistungssportler des Deutschen Ruderverbandes, wurde jedoch vor Beginn der Olympischen Spiele 1952 aus dem Kader entlassen, da das von ihm eingesetzte Präparat Testoviron als leistungsbeeinflussend eingestuft wurde.

## Schriften
- Olympischer Sport: Theorie, Technik, Training, Taktik. Mit Orig. Zeichnungen von Hans Kallmeyer. 1910
- Olympisches Trainierbuch. Berlin 1912 (2. Auflage, 1920)
- Kritisches und Technisches über Sportuntersuchungen. Berlin 1913 (Dissertation)
- Aus eigner Kraft: Geschichte einer sportlichen Selbsterziehung. Berlin 1923